# Kalaton (sjö i Enontekis, Lappland, Finland)
Kalaton eller Kalatonjärvi är en sjö i Finland. Den ligger i kommunen Enontekis i landskapet Lappland, i den norra delen av landet, 1 000 km norr om huvudstaden Helsingfors. Kalaton ligger 438,3 meter över havet. Arean är 2,29 kvadratkilometer och strandlinjen är 14,49 kilometer lång. Omgivningarna runt Kalaton är i huvudsak ett öppet busklandskap.